# Los Ángeles, Balleza
Los Ángeles är en ort i Mexiko.   Den ligger i kommunen Balleza och delstaten Chihuahua, i den nordvästra delen av landet, 1 100 km nordväst om huvudstaden Mexico City. Los Ángeles ligger 2 739 meter över havet och antalet invånare är 147.
Terrängen runt Los Ángeles är kuperad. Runt Los Ángeles är det mycket glesbefolkat, med 3 invånare per kvadratkilometer. Närmaste större samhälle är Aserradero Pilares, 14,8 km sydost om Los Ángeles. I omgivningarna runt Los Ángeles växer huvudsakligen savannskog.